# Municipio de Comondú
El municipio de Comondú es uno de los cinco municipios en que se encuentra dividido el estado mexicano de Baja California Sur, ubicado en la zona central de dicho estado.

## Geografía
Comondú colinda al norte con el municipio de Loreto en una línea que inicia en el cruce de la carretera Transpeninsular y el arroyo Cadejé con rumbo oeste hasta llegar al litoral del Pacífico, con el lugar conocido como La Bocana del Rancho Nuevo; al sur colinda con el municipio de La Paz, en una línea que inicia en el sitio conocido como Los Dolores del municipio de La Paz, con un rumbo Suroeste y cruzando la Península hasta un lugar conocido como El Cayuco, rada que se ubica en la costa de Bahía Almejas.
Sus coordenadas extremas son 23°35′25″ a 26°24′16″ de latitud norte y 110°52′7″ a 112°47′11″ de longitud oeste, tiene una extensión territorial total de 12,547.3 kilómetros cuadrados que representan el 17.03 % de la extensión total de Baja California Sur, que lo convierten en el tercer municipio más grande del estado, después del de Mulegé y del de La Paz y en el duodécimo municipio más extenso del país.

### Límites municipales
Tiene límites administrativos con los siguientes municipios y/o accidentes geográficos, según su ubicación:
|                           | Norte: Mulegé |                                      |
| Oeste: Océano Pacífico    |               | Este: Loreto                         |
| Suroeste: Océano Pacífico | Sur: La Paz   | Sureste: La Paz, Golfo de California |

### Orografía
El territorio del municipio se encuentra dividido en dos subprovincias geológicas denominadas Llanos de Magdalena y Sierras volcánicas y mesetas que dividen el territorio en sentido longitudinal de norte a sur; las principales elevaciones del municipio se encuentran en la sierra de la Giganta, que es el nombre local con el que se conoce al sistema que recorre como columna vertebral a toda la península de Baja California, esta sierra llega a alcanzar una altitud máxima de 1680 metros sobre el nivel del mar en los límites municipales de Comondú y Loreto.

### Hidrografía
Debido al clima fundamentalmente desértico, no existen corrientes fluviales permanentes, sin embargo son numerosos los cauces secos que desde la Sierra de la Gigante descienden hacia los llanos en sentido este-oeste, estos cauces permanecen secos la mayor parte del año, sin embargo al ocurrir lluvias fuertes o torrenciales como las causadas por huracanes, estos arroyos se convierten en poderosas corrientes que desboradan a arrazan grandes extensiones de capos y carreteras, los principales arroyos son Las Bramonas, Santo Domingo, la Purísima, Comondú y San Andrés.
Hidrológicamente en el municipio se encuentran varias cuencas, la mayor es la Cuenca del Arroyo Venancio-Arroyo Salado, que ocupa todo el sur y centro del municipio, así como la Cuenca Arroyo Mezquital-Arroyo Comondú, que ocupa el tercio norte del territorio, ambas cuencas pertenecen a la Región hidrológica Baja California Sur-Oeste (Magdalena); el extremo noroeste forma parte de la Cuenca de la Laguna San Ignacio-Arroyo San Raimundo de la Región hidrológica Baja California Centro-Oeste (Vizcaíno); un muy pequeño sector del extremo noreste de Comundú forma parte de la Cuenca Arroyo Frijol-Arroyo San Bruno y otro pequeño sector del extremo sureste a la Cuenca Isla Coronados-Bahía de La Paz, ambas de la Región hidrológica Baja California Sur-Este (La Paz).

### Islas
El municipio de Comondú incluye numerosas islas tanto en el Océano Pacífico como en el Golfo de California, las principales son:
Océano Pacífico:
- Isla Santa Margarita
- Isla Magdalena
- Isla Mangrove

Golfo de California:
- Isla Habana
- Isla San Diego

### Clima y ecosistemas
El clima del municipio de Comondú es mayormente desértico y seco, su clasificación se divide en franjas en sentido norte-sur, la costa del océano Pacífico y las grandes zonas montañosas de La Giganta tienen un clima clasificado como muy seco semicálido, mientras que gran parte de los valles centrales del municipio y la costa del Golfo de California registran un clima seco muy cálido y cálido; la temperatura media anual del territorio sigue el mismo patrón anterior, la zona central del municipio y la costa del Golfo de California tiene un promedio superior a los 22 °C, dos franjas paralelas a ambos lados de la zona central registran un promedio de 20 a 22 °C, finalmente la costa del océano Pacífico y su cadena de islas tienen un promedio de 18 a 20 °C; toda la costa oeste del municipio de Comondú forma parte de la zona con menor precipitación pluvial de Baja California Sur, con un promedio anual inferior de 100 mm de lluvia, el promedio anual de precipitación se incremente en medida que se avanza hacia el este, de esta manera la zona central y la costa del Golfo de California tienen un promedio de 100 a 200 mm, y las zonas más elevadas del sureste y el noreste registran un promedio de 200 a 300 mm.

## Demografía
De acuerdo con el Censo de Población y Vivienda realizado en 2020 por el Instituto Nacional de Estadística y Geografía (INEGI), en el municipio de Comondú hay un total de 73 021 habitantes, de éstos, 36 804 son hombres y 36 217 son mujeres.
El municipio tiene una densidad de población de 3.98 habitantes por kilómetro cuadrado; tiene un grado promedio de escolaridad de 9.3 años.
| Evolución demográfica del municipio de Comondú |       |        |        |        |        |        |        |
|                                                |       |        |        |        |        |        |        |
| Año                                            | 1950  | 1960   | 1970   | 1980   | 1990   | 2000   | 2005   |
| Población                                      | 7.302 | 15.968 | 32.260 | 57.729 | 74.346 | 63.864 | 63.830 |

### Localidades
El municipio de Comondú tiene una totalidad de 605 localidades, las principales y su población en 2020 son las siguientes:
| Código INEGI      | Localidad                  | Población (2020) |
| ----------------- | -------------------------- | ---------------- |
| 030010001         | Ciudad Constitución        | 43 805           |
| 030010133         | Ciudad Insurgentes         | 9 133            |
| 030010280         | Puerto San Carlos          | 5 742            |
| 030010003         | Puerto Adolfo López Mateos | 2 227            |
| 030010387         | Villa Ignacio Zaragoza     | 1 304            |
| 030010380         | Villa Morelos              | 1 189            |
| 030010035         | Benito Juárez              | 918              |
| 030010049         | Las Barrancas              | 539              |
| 030010319         | San Miguel de Comondú      | 132              |
| 030010293         | San José de Comondú        | 73               |
| 030010242         | Puerto Cortés              | 40               |
| Otras localidades | Otras localidades          | 7 919            |
| Total municipal   | Total municipal            | 73 021           |

## Política
El municipio de Comondú fue uno de los tres primeros municipios creados en el entonces Territorio Federal de Baja California Sur según decreto presidencial de 1971, cuando una reforma constitucional permitió la creación y elección de ayuntamientos en el territorio, hasta entonces dividido en delegaciones políticas, el 1 de enero de 1972 se constituyó formalmente el primer Ayuntamiento de Comondú.
El gobierno del municipio le corresponde al ayuntamiento, éste está conformado por el presidente municipal, un síndico y un cabildo compuesto por catorce regidores, el ayuntamiento es electo para un periodo de tres años no renovables para el periodo inmediato pero sí de forma no consecutiva, por voto popular, directo y secreto; y entran a ejercer su cargo el día 30 de abril del año de su elección.

### Subdivisión administrativa
Para su gobierno interior, el municipio de Comondú se encuentra dividido en seis delegaciones y en treinta y tres subdelegaciones, los delegados son electos mediante plebiscito popular y los subdelegados son nombrados por el cabildo a propuesta del Presidente Municipal.

### Representación legislativa
Para la elección de diputados locales al Congreso de Baja California Sur y de diputados federales a la Cámara de Diputados federal, el municipio se encuentra integrado en los siguientes distritos electorales uninominales:
Local:
- X Distrito Electoral Local de Baja California Sur.
- XI Distrito Electoral Local de Baja California Sur .

Federal:
- I Distrito Electoral Federal de Baja California Sur con cabecera en Santa Rosalía.[20]

### Presidentes municipales
- (1970 - 1974): Ricardo Santos Santos
- (1975 - 1977): Daniel Moska Masaki
- (1978 - 1980): Eligio Soto López
- (1981 - 1983): Alfredo Polanco Olguín
- (1984 - 1986): Gabriel Renero Lara
- (1987 - 1990): Luis Jaime Farías Tuchman
- (1990 - 1993): Ricardo Covarrubias Villaseñor
- (1993 - 1996): Alfredo Martínez Córdoba
- (1996 - 1999): Ricardo Garza Espíritu
- (1999 - 2002): Francisco Javier Obregón Espinoza
- (2002 - 2005): Javier Gallo Reyna
- (2005 - 2008): Marcos Alberto Covarrubias Villaseñor
- (2008 - 2011):  Joel Villegas Ibarra
- (2011 - 2014):  Venustiano Pérez Sánchez
- (2015 - 2015):  Antonio Ojeda Molina
- (2015 - 2018):  Francisco Pelayo Covarrubias
- (2018 - 2021):  Jose Walter Valenzuela Acosta